# 창녕 관룡사 용선대 석조여래좌상
창녕 관룡사 용선대 석조여래좌상(昌寧 觀龍寺 龍船臺 石造如來坐像)은 대한민국 경상남도 창녕군 관룡사 근처 용선대에 있는, 남북국 시대 신라의 석조 여래 좌상이다.
석굴암의 본존과 똑같은 양식으로 조성된 불상이다. 높은 대좌 위에 항마촉지인(降魔觸地印)을 한 좌상(坐像)은 나발(螺髮)의 머리에는 육계가 높직하며 얼굴은 4각형이지만 풍부하다. 목의 삼도(三道)는 가슴까지 내려와서 형식화(形式化)를 지향하고 있다. 결가부좌한 모습에 통견의 법의는 몸에 밀착된 것이며, 몸은 삼국 통일 초기처럼 당당하지는 못하나 통통하고 안정감을 주며, 특히 하체의 의문은 형식화되고 있고 광배는 결실되어 있다. 대좌의 상대는 반구형이며, 판내에 화문이 있는 종변 연화문이 앙련으로 조각되고 중대석은 8각이며 각 모서리에 주형이 있다. 이 불상 바로 앞에 대하석만 옛 모양 그대로 완전히 남아 있는 석등이 있는데, 등은 없다.
1963년 1월 21일 대한민국의 보물 제295호 관룡사용선대석조석가여래좌상(觀龍寺龍船臺石造釋迦如來坐像)으로 지정되었다가, 2010년 8월 25일 현재의 명칭으로 변경되었다.

## 개요
관룡사 근처의 용선대에 있는 석불좌상으로 산 꼭대기 높은 바위 위에 모셔졌으며 광배(光背)는 없어진 상태이다.
머리에는 작은 소라 모양의 머리칼을 붙여 놓았으며 정수리 부근에는 상투 모양의 머리(육계)가 큼직하게 솟아 있다. 얼굴은 원만하고 단아한 인상이며 미소를 띤 표정에서는 자비로운 불심(佛心)이 느껴진다. 양 어깨를 감싸고 있는 옷은 몸에 밀착되었으며, 옷주름은 규칙적인 평행선으로 처리되어 도식적인 모습이다. 전반적으로 신체의 양감이 줄어들고 약간 위축된 모습이지만 안정감 있는 자세를 취하고 있다. 무릎에 놓인 손은 두툼하지만 섬세하게 조각되었으며, 앉은 자세에서는 다소 둔중함이 느껴진다.
불상이 앉아 있는 대좌(臺座)는 상·중·하대로 구성되어 있다. 반구형(半球形)의 상대석은 연꽃을 새겼고, 8각 중대석은 각 모서리에 기둥 모양을 두었으며, 하대석은 4각의 받침 위에 겹으로 연꽃무늬를 새겨 넣었다.
양감이 줄어든 신체 표현, 도식적인 옷주름선, 8각 연꽃무늬 대좌의 형식 등으로 보아 통일신라 후기 9세기경에 만들어진 작품으로 추정된다.

## 현지 안내문
관룡산(739.7m) 정상 부근의 수십 길 낭떠러지 위에 홀로 앉아 있는 통일신라시대의 불상이다. 전체 높이 2.98m, 불신 높이 1.81m, 대좌 높이 1.17m이다. 높은 대좌(臺座) 위에 항마촉지인(降魔觸地印)을 하고 앉았는데 광배는 없어졌다.
머리에는 둥근 육계(肉髻)와 나발(螺髮)이 올려졌고, 사각형 얼굴이지만 둥근 맛이 있다. 조금 뜬 길다란 눈, 짧고 넓적한 코, 입게에 미소를 띤 온화한 인상이다. 귀는 어깨까지 내려오고, 짧은 목에 옆으로 그은 삼도(三道)는 가슴에도 새겨 있다. 머리에 비해 좁은 어깨는 조금 위축된 자세지만 안정감이 있다. 다리를 틀은 하체는 묵직하여 안정감이 있다. 불상의 뒤까지 표현된 옷 주름은 규칙적이면서 평평하게 표현되었다. 대좌는 세 부분으로 높고 아름답게 만들어져, 연꽃봉오리 모양의 상좌, 팔각형의 중좌, 두 겹의 연꽃잎을 깐 하좌로 구성되었다.
이러한 특징은 8세기의 불상에도 나타나지만, 위축된 자세와 사실성이 줄어든 조각수법 등을 볼 때, 8세기의 전통을 계승하면서도 9세기 이후에 형식화되어 가는 과정을 보여주는 것으로 생각되고 있다. 바로 뒤가 절벽인 것으로 보아 불상 위에 건물은 없었던 듯하며, 자리를 정하는 데에는 땅의 기운을 무르려는 신라하대의 도참사상(圖讖思想)이 작용한 듯 하다.

## 참고 문헌
- 창녕 관룡사 용선대 석조여래좌상 - 국가유산청 국가유산포털
- 이 문서에는 다음커뮤니케이션(현 카카오)에서 GFDL 또는 CC-SA 라이선스로 배포한 글로벌 세계대백과사전의 내용을 기초로 작성된 글이 포함되어 있습니다.